# ダーレン・ケイツ
ダーレン・ケイツ（Darlene Cates,  1947年12月13日 - 2017年3月26日）は、アメリカ合衆国の女優である。

## 来歴
1947年、テキサス州ボーガーに生まれる。12歳の頃に両親が離婚したことから過食症になり、そのことが肥満体の原因になった。しかし、その体格を活かして女優としてのキャリアをスタートさせ、1993年にジョニー・デップ、レオナルド・ディカプリオ出演の映画『ギルバート・グレイプ』で映画デビュー。同作品ではデップ、ディカプリオ演じる田舎町の母子家庭一家の肥満体の母親を演じた。翌年の1994年にはテレビドラマ『ピケット・フェンス』などへも出演している。

### 私生活
1963年にロバート・ケイツと結婚し、1人の娘シェリアン（1966年 - ）と、2人の息子のマーク（1967年 - ）とクリス（1971年 - ）がいる。また1992年、彼女は通信教育課程で高校を卒業した。2012年、ケイツは健康上の問題で約1年間入院したあと、240ポンド (110 kg)を減量し、俳優としてのキャリアを再開したいという意欲を表明した。

## 出演作品

### 映画
- ギルバート・グレイプ What's Eating Gilbert Grape（1993年）
- ウルフガール Wolf Girl（2001年）
- Mother（2014年）※短編

### テレビドラマ
- ピケット・フェンス Picket Fences（1994年）
- Touched by an Angel（年1996年）